# Alignement von Guernangoué

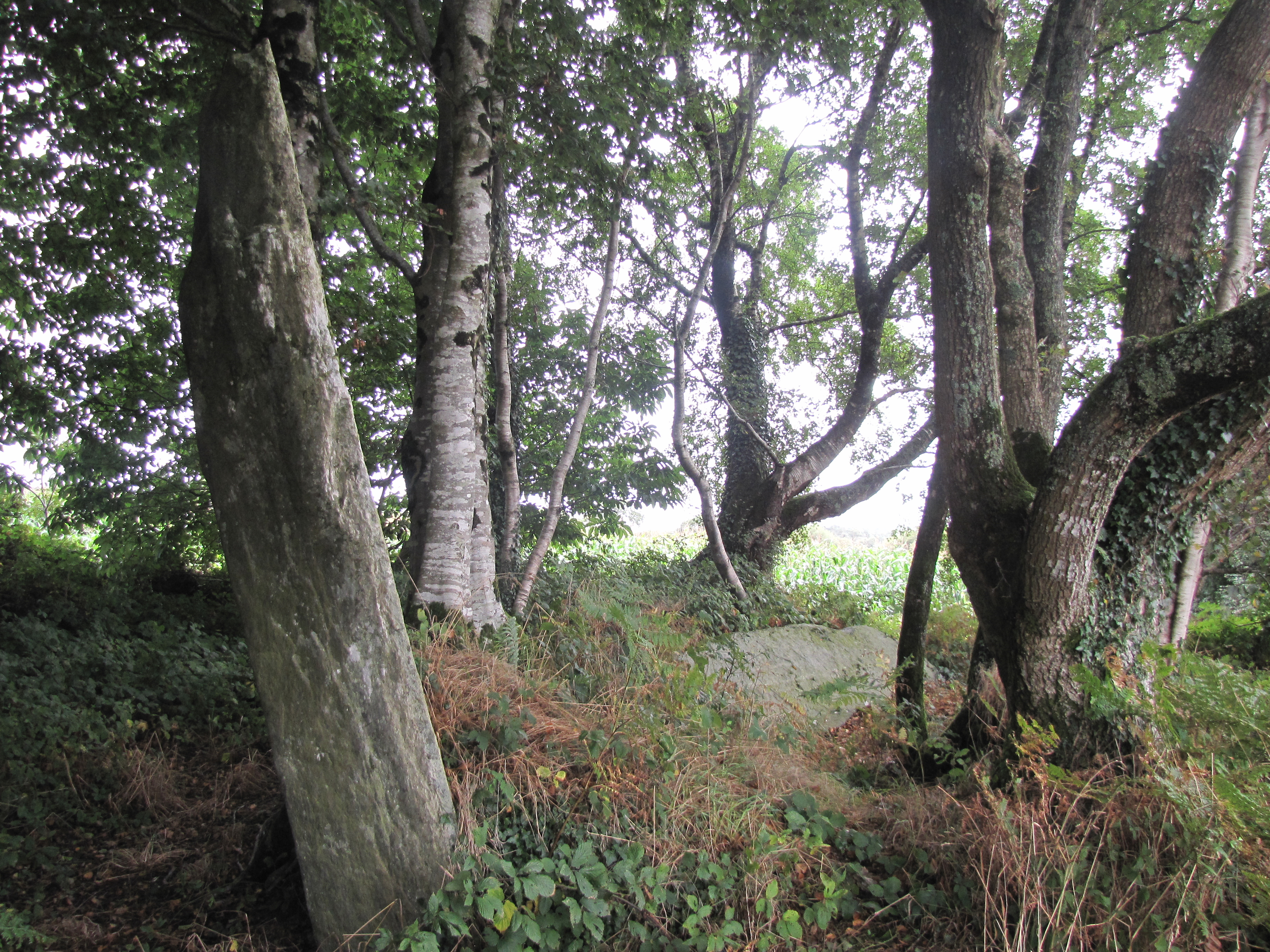
Alignement von Guernangoué

Das Alignement von Guernangoué (auch Menhire von Guernangoué genannt) befindet sich in einem Wäldchen nordöstlich von Roudouallec im Département Morbihan in der Bretagne in Frankreich.
Von der ursprünglichen Steinreihe aus drei Schiefermenhiren steht nur ein breiter, aber schmaler Menhir von etwa 4,25 Metern Höhe. Ein weiterer Menhir gleicher Größe mit Gravuren (eine Axt von 30 × 11 cm und ein Idol im Quadrat von 90 × 78 cm) liegt nicht weit entfernt. Um die Gravuren besser zu erhalten, wurde die gravierte Seite der Platte auf den Boden gelegt. Der andere liegende Menhir war etwa 5,8 m lang, aber sein Ende ist abgebrochen. Auf seiner Oberfläche befinden sich 20 Schälchen, (französisch cupules) einige davon schwach ausgeprägt.
Der Menhir wurde 1925 als Monument historique eingestuft.
In der Nähe liegt das Alignement du Bois du Duc.

Alignement von Guernangoué
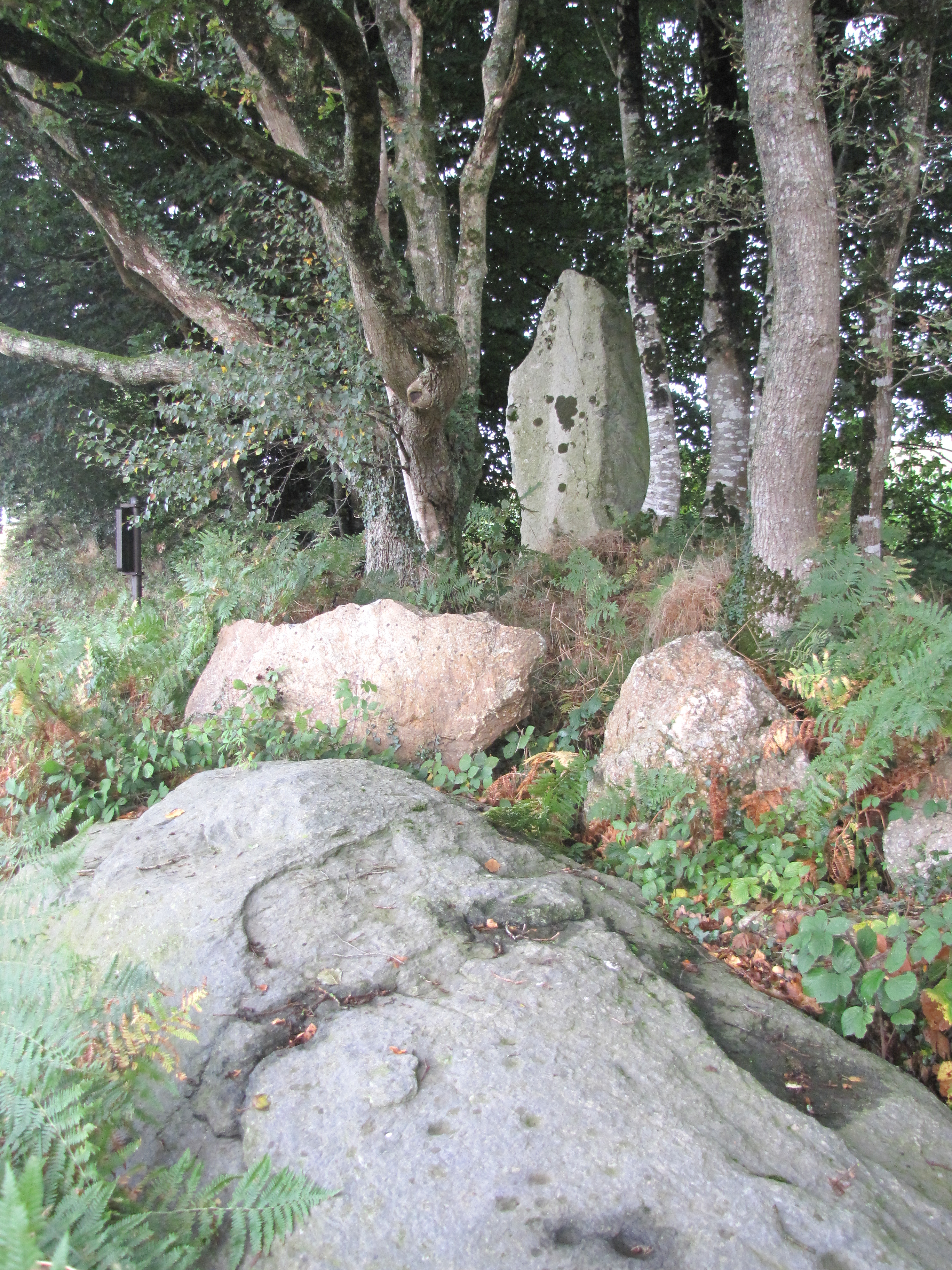
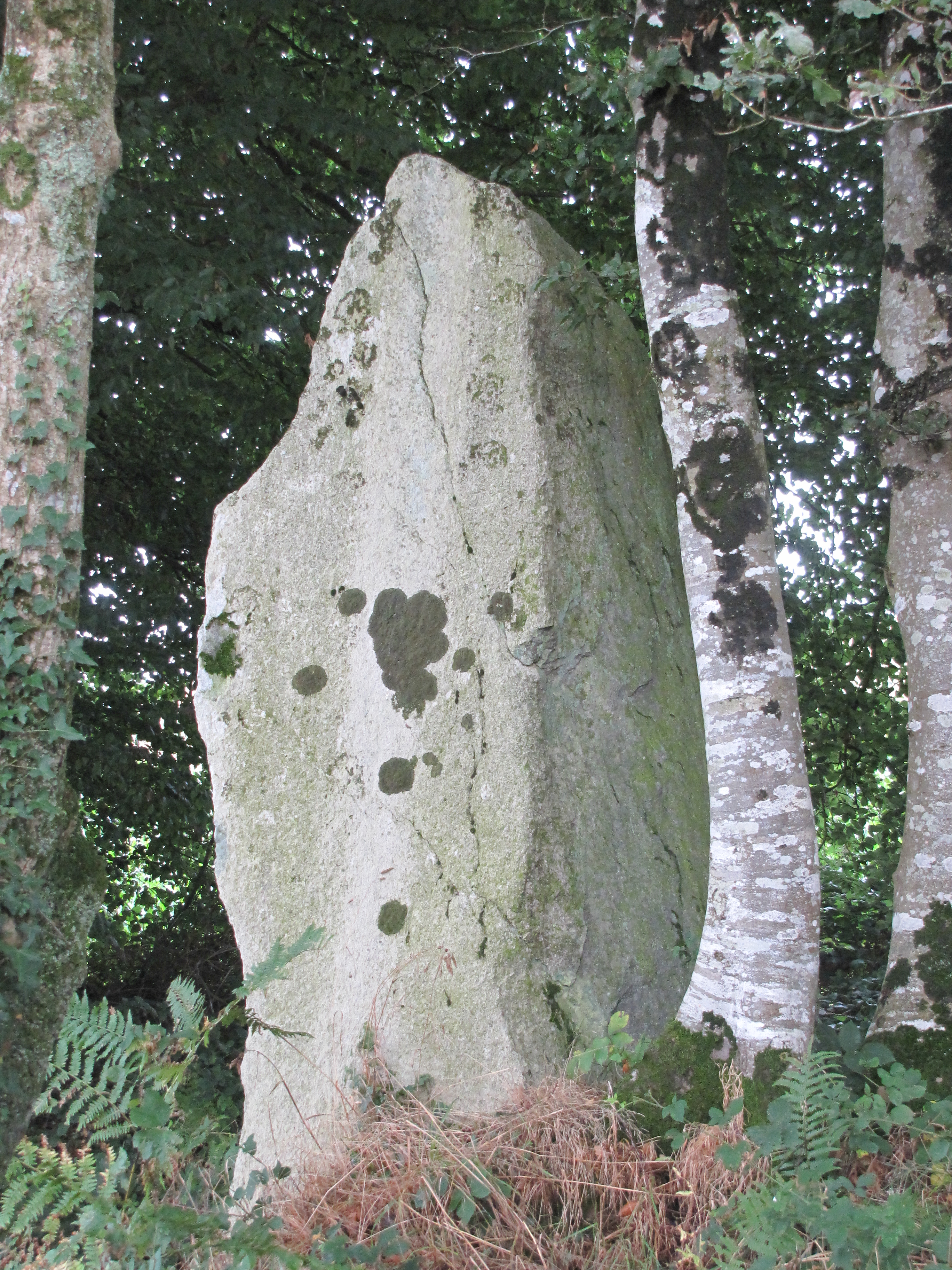
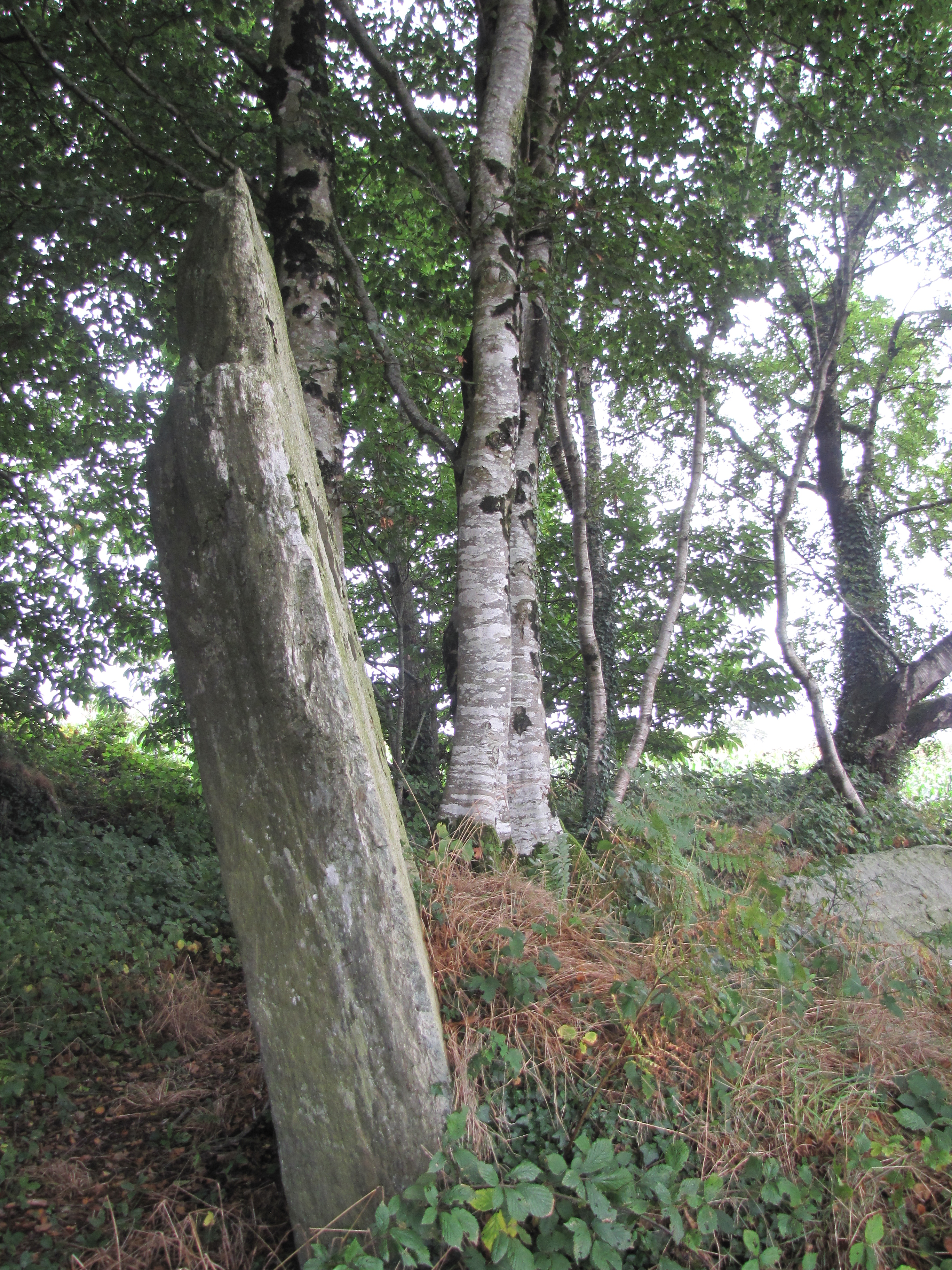